# John McQuaid
John McQuaid (nascido em 24 de maio de 1960) é um ex-ciclista irlandês que competiu no ciclismo nos Jogos Olímpicos de Verão de 1988, representando a Irlanda.